# Pacy-sur-Eure
Pacy-sur-Eure es una comuna nueva francesa situada en el departamento de Eure, de la región de Normandía.

## Historia
Fue creada el 1 de enero de 2017, en aplicación de una resolución del prefecto de Eure de 3 de agosto de 2016 con la unión de las comunas de Pacy-sur-Eure y Saint-Aquilin-de-Pacy, pasando a estar el ayuntamiento en la antigua comuna de Pacy-sur-Eure.

## Demografía
| Gráfica de evolución demográfica de Pacy-sur-Eure entre 1800 y 2013 |
|                                                                     |

Los datos entre 1800 y 2013 son el resultado de sumar los parciales de las dos comunas que forman la nueva comuna de Pacy-sur-Eure, cuyos datos se han cogido de 1800 a 1999, para las comunas de Pacy-sur-Eure y Saint-Aquilin-de-Pacy de la página francesa EHESS/Cassini. Los demás datos se han cogido de la página del INSEE.

## Composición
| Comuna delegada       | Código INSEE | Población (2013) | Superficie (km²) | Densidad (hab./km²) |
| --------------------- | ------------ | ---------------- | ---------------- | ------------------- |
| Pacy-sur-Eure         | 27448        | 4556             | 13.53            | 337                 |
| Saint-Aquilin-de-Pacy | 27510        | 573              | 8.5              | 67                  |